# Coxapopha carinata
Coxapopha carinata är en spindelart som beskrevs av Ott och Antonio D. Brescovit 2004. Coxapopha carinata ingår i släktet Coxapopha och familjen dansspindlar. Inga underarter finns listade i Catalogue of Life.